# Jānis Kalnbērziņš
Jānis Kalnbērziņš (russisch Ян Эдуа́рдович Калнбе́рзинь (Калнберзиньш), Jan Eduardowitsch Kalnbersin (Kalnbersinsch); * 17. September 1893 in Katlakalns, Russisches Kaiserreich; † 4. Februar 1986 in Riga) war ein lettischer kommunistischer Politiker. Von 1940 bis 1959 war er Erster Sekretär des Zentralkomitees der Lettischen Kommunistischen Partei.

## Biographie
Jānis Kalnbērziņš wurde in der Gemeinde Katlakalns südlich von Riga geboren. Seit 1917 Mitglied der Bolschewistischen Partei, war er im Russischen Bürgerkrieg bei Kämpfen in Lettland und später Südrussland im Rahmen der Roten Lettischen Schützen eingesetzt. In der Sowjetunion machte er in der Partei Karriere und war unter anderem 1935 in der Kommunistischen Internationale vertreten.
Mehrmals wurde er als Untergrundagent der dort verbotenen LKP zu längeren Einsätzen in die Republik Lettland geschickt. Seine Frau wurde 1937 während der Lettischen Operation des NKWD verhaftet und die Kinder in Waisenhäuser eingewiesen. Kalnbērziņš überlebte wahrscheinlich, weil er während eines Auslandsaufenthalts einem Befehl zur Rückkehr in die Sowjetunion nicht Folge leistete und 1939 dann in Riga zu einer längeren Gefängnisstrafe verurteilt wurde.
Nach der Okkupation Lettlands 1940 wurde Kalnbērziņš aus dem Gefängnis entlassen und zum Generalsekretär des Zentralkomitees der LKP gemacht. In dieser Funktion war er einer der Hauptverantwortlichen für die stalinistischen Massenrepressionen, Deportationen und Erschießungen seiner Landsleute. Im deutsch-sowjetischen Krieg war Kalnbērziņš als Politkommissar bei der Nordwestfront der Roten Armee tätig. 1944 konnte er auf seinen Parteiposten zurückkehren und war so faktisch der mächtigste Mann auf dem Gebiet der Lettischen SSR. Von 1957 bis 1961 war er Kandidat des Präsidiums des Zentralkomitees der KPdSU. 1959 bekam er das Amt des Vorsitzenden des Präsidiums des Obersten Sowjets der Lettischen SSR zugewiesen, das er bis zu seiner Pensionierung 1970 innehatte. Die Abschiebung auf diesen weniger wichtigen Posten kam einer Kaltstellung im Rahmen der Säuberungen von sogenannten Nationalbolschewisten gleich. In den folgenden Zeiten wurden Schlüsselpositionen in Partei und Verwaltung dann weitgehend mit ethnischen Russen besetzt sowie auch die Einwanderung verstärkt.